# Jaderná elektrárna Columbia
Jaderná elektrárna Columbia (anglicky Columbia Generating Station) je provozní jadernou elektrárnou ve Spojených státech. Leží poblíž města Richland ve státě Washington. Byla vybudována pro provozovatele Washington Public Power Supply System, který se v roce 1999 přejmenoval na Energy Northwest a pod tímto názvem ji stále provozuje. Reaktor dodala a vybudovala společnost General Electric. Elektrárna čerpá vodu z řeky Columbia.

## Historie technické informace

### Reaktory
Výstavba jaderné elektrárny započala roku 1972. Výstavba prvního bloku pod označením WPPSS-2 započala dne 1. srpna 1972. Jedná se o varný reaktor typu BWR-5 o hrubém výkonu 1190 MW a čistém výkonu po odečtení vlastních potřeb bloku 1131 MW. Do sítě byl reaktor připojen 27. května 1984 a do komerčního provozu přešel 13. prosince 1984. Reaktor je chlazen šesti nízkoprofilovými chladicími věžemi s ventilátory. Aktivní zóna reaktoru pojme až 764 palivových souborů a 185 regulačních tyčí. Původní provozní licence NRC měla vypršet v prosinci 2023. V lednu 2010 podala společnost Energy Northwest u NRC žádost o prodloužení licence na 20 let, tedy do roku 2043. V květnu 2012 byla licence schválena. Součástí budovy reaktoru je kontejnment typu Mark II.
Výstavba druhého bloku pod označením WPPSS-1 započala 1. srpna 1975. Jednalo se o tlakovodní reaktor typu System 80 od Combustion Engineering. Jeho výstavba však byla z ekonomických důvodů zrušena 1. ledna 1983 ve stavu, kdy byl blok téměř dokončen.
Výstavba třetího bloku pod označením WPPSS-4 započala také 1. srpna 1975. Jednalo se o identický tlakovodní reaktor, jako blok 2. Jeho výstavba však byla z ekonomických důvodů zrušena 1. ledna 1982.
Zvláštní označení bloků spočívá v tom, že bloky WPPSS-3 a 5 leží v jaderné elektrárně Satsop. Zkratka WPPSS označuje bývalého majitele elektrárny, společnost Washington Public Power Supply System.

### Okolní obyvatelstvo
NRC definuje dvě zóny havarijního plánování kolem jaderných elektráren. První o poloměru 16 kilometrů, která se týká především vystavení radioaktivní kontaminace vzduchu a poté druhou o poloměru 80 kilometrů, jež se zabývá kontaminací potravin a vody.
Podle studie NRC zveřejněné v srpnu 2010 byl odhad každoročního rizika zemětřesení dostatečně silného na to, aby způsobilo poškození aktivní zóny reaktoru 1 ku 47 619.

## Informace o reaktorech
| Reaktor            | Typ reaktoru  | Výkon   | Výkon   | Zahájení výstavby | Připojení k síti            | Uvedení do provozu          | Uzavření |
| Reaktor            | Typ reaktoru  | Čistý   | Hrubý   | Zahájení výstavby | Připojení k síti            | Uvedení do provozu          | Uzavření |
| ------------------ | ------------- | ------- | ------- | ----------------- | --------------------------- | --------------------------- | -------- |
| Columbia (WPPSS-2) | BWR-5 251-764 | 1131 MW | 1190 MW | 1. 8. 1972        | 27. 5. 1984                 | 13. 12. 1984                |          |
| Columbia (WPPSS-1) | CE System 80  | 1259 MW | 1339 MW | 1. 8. 1975        | Výstavba zrušena 1. 1. 1983 | Výstavba zrušena 1. 1. 1983 |          |
| Columbia (WPPSS-4) | CE System 80  | 1250 MW | 1340 MW | 1. 8. 1975        | Výstavba zrušena 1. 1. 1982 | Výstavba zrušena 1. 1. 1982 |          |